# Peter Skinner
Peter Skinner (ur. 1 czerwca 1959 w Oksfordzie) – brytyjski polityk, deputowany do Parlamentu Europejskiego IV, V, VI i VII kadencji.

## Życiorys
Ukończył studia magisterskie z ekonomii i politologii na University of Bradford, a następnie studia podyplomowe w zakresie relacji w przedsiębiorstwie. Pracował jako kierownik działu kadr, prowadził wykłady z zarządzania i różnego rodzaju szkolenia. Powołano go w skład kolegium zarządzającego Uniwersytetu w Sunderlandzie.
W 1994 z listy Partii Pracy po raz pierwszy uzyskał mandat posła do Parlamentu Europejskiego. Z powodzeniem ubiegał się o reelekcję w kolejnych wyborach europejskich w 1999, 2004 i 2009. W VII kadencji przystąpił do grupy Postępowego Sojuszu Socjalistów i Demokratów, został też członkiem Komisji Gospodarczej i Monetarnej. W 2012 zadeklarował, że nie będzie ubiegał się o ponowny wybór.